# La Barque silencieuse
 (mars 2014).
Si vous disposez d'ouvrages ou d'articles de référence ou si vous connaissez des sites web de qualité traitant du thème abordé ici, merci de compléter l'article en donnant les références utiles à sa vérifiabilité et en les liant à la section « Notes et références ».
 (mai 2025).
Motif : Notoriété de ce « roman-essai sans intrigue ni personnages » ?
- Archive Wikiwix
- Bing
- Cairn
- DuckDuckGo
- E. Universalis
- Gallica
- Google
- G. Books
- G. News
- G. Scholar
- Persée
- Qwant
- (zh) Baidu
- (ru) Yandex
- (wd) trouver des œuvres sur Wikidata

| 1. | Préciser le motif de la pose du bandeau. | Précisez le motif de la pose du bandeau en utilisant la syntaxe suivante : {{admissibilité à vérifier\|date=mai 2025\|motif=remplacez ce texte par le motif}}                              |
| 2. | Informer les utilisateurs concernés.     | Pensez à avertir le créateur de l'article, par exemple, en insérant le code ci-dessous sur sa page de discussion : {{subst:avertissement admissibilité à vérifier\|La Barque silencieuse}} |

La Barque silencieuse est le sixième tome de l'ouvrage en plusieurs volumes auquel se consacre l'écrivain français Pascal Quignard depuis 2002. 

## Résumé
La Barque silencieuse est un roman-essai sans intrigue ni personnages: c'est une suite de contes, de poèmes, de petits traités, d'anecdotes historiques, de fragments biographiques et d'étymologies.

## Éditions
- La Barque silencieuse, Éditions du Seuil, 2009  (ISBN 2020991098).
- La Barque silencieuse, Éditions Gallimard, 2011  (ISBN 9782070437382).